# Ліптовське Бегаровце
Ліптовське Бегаровце (словац. Liptovské Beharovce) — село, громада округу Ліптовський Мікулаш, Жилінський край, регіон Ліптов. Кадастрова площа громади — 1,99 км².
Населення 74 особи (станом на 31 грудня 2018 року).

## Історія
Ліптовське Бегаровце згадується 1231 року.

## Населення
| Рік:            | 1994. | 2004.    | 2014.    | 2024.    |
| --------------- | ----- | -------- | -------- | -------- |
| Кількість осіб: | 52    | 59       | 71       | 90       |
| Різниця:        |       | +13,46 % | +20,33 % | +26,76 % |

| Рік:            | 2023. | 2024.   |
| --------------- | ----- | ------- |
| Кількість осіб: | 84    | 90      |
| Різниця:        |       | +7,14 % |